# Lactoperoxidasa
La lactoperoxidasa (LPO) és un enzim present a les secrecions de les glàndules mamàries d'humans i d'altres mamífers, però també es poden trobar en altres secrecions exocrines com les salivals, lacrimals, fluix vaginal i de les vies respiratòries superiors. Té activitat bactericida i bacteriostàtica i actua com una primera línia de defensa contra microorganismes patògens. Gràcies a aquesta activitat antimicrobiana participa tant en la regulació immunitària com en la defensa davant microorganismes patògens, especialment important en nounats. A més, en la indústria alimentària, és un enzim molt útil per millorar la qualitat i la conservació de la llet, perquè inhibeix el creixement microbià.

## Estructura i funció

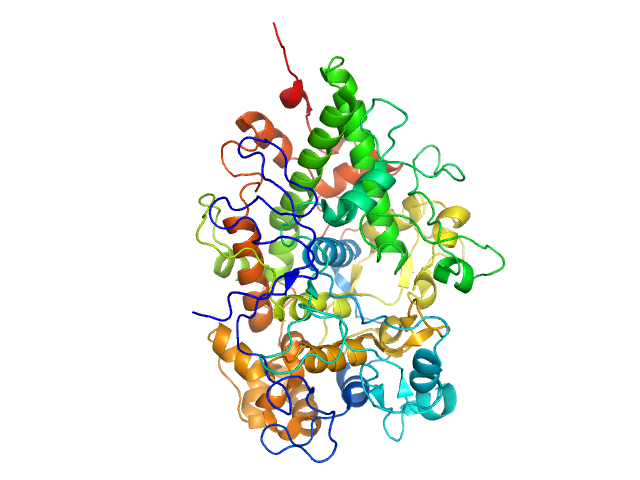
Estructura de la lactoperoxidasa on s'aprecia clarament les hèlix-alfa i les dues fulles-beta antiparal·leles.

La lactoperoxidasa és una proteïna globular formada per vint hèlix alfa i dues fulles beta antiparal·leles. Pertany al grup de peroxidases hemo juntament amb la mieloperoxidasa, tiroid peroxidasa o iodur peroxidasa, i eosinòfil peroxidasa. Els gens que codifiquen aquesta família de proteïnes es troben localitzats al cromosoma 17. A nivell transcripcional, s'han descrit tres isoformes de la proteïna derivades d'empalmament alternatiu (tot i que sembla que existeixen altres pendents de determinar). A més, la isoforma 1 ha estat considerada com la seqüència canònica o consens i està formada per 712 aminoàcids.

### Mecanisme d'acció
La lactoperoxidasa catalitza la reacció d'oxidació de diferents components, com l'ió tiocianat (SCN-) i/o el iodur (I-), en presència de peròxid d'hidrogen (H₂O₂) reduint-lo en aigua (H₂O). Com a conseqüència de la seva activitat dona lloc a tota una sèrie de productes que són crucials en la defensa contra microorganismes a les glàndules exocrines i les seves respectives secrecions glandulars. El iodur no sol trobar-se de manera abundat als fluids biològics de manera que té un paper secundari. Contràriament, el SCN- es troba en altes concentracions tant en les secrecions mamàries, salivals, tiroïdals, com en alguns òrgans com l'estómac i el ronyó, i en els fluids sinovials, cerebrals, cervical, etc; sent essencial per l'actuació de la lactoperoxidasa. A més, les seves concentracions depenen de la dieta, i de diferents hàbits relacionats amb la salut (si un individu és fumador o no, amb quina freqüència fuma, etc).

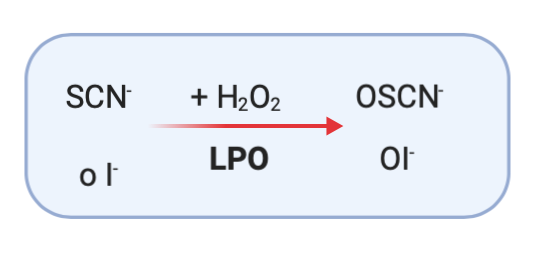
Reacció d'oxidació dels ions SCN- i I-

La oxidació de l'ió SCN- per part de la LPO genera tota una serie de productes intermediaris. El metabòlit majoritari és el hipotiocianat (OSCN-) el qual està en equilibri amb la seva forma no protonada, l'àcid hipotiocianòs (OHSCN). S'ha vist que, tot i que les dues formes tenen activitat antimicrobiana, hi ha evidències que la forma no protonada és la predominant com bactericida. L'estabilitat d'OSCN- es pot veure afectada per diferents factors, com per exemple el pH, la presència d'ions metàl·lics (Fe, Ni, Cu, Mn, etc), el glicerol, el sulfat d'amoni, la llum, i òbviament la presència o absència de la LPO. A més, el pKa de l'hipotiocinat és de 5.3, així doncs, a pH 5.3 hi ha la mateixa concentració d'hipotiocinat que d'àcid hipotiocianòs.
El primer pas en la cadena de reaccions és la reducció del ferro de la LPO pel peròxid d'hidrogen:
Fe3+ + H₂O₂ --> Fe2+ + HO²
Seguit per una extensa quantitat de reaccions de propagació amb la finalitat de crear el component I. Aquest, és molt inestable de manera que en funció dels la disponibilitat de substrats del medi, pasarà a un estat redox o un altre. Al final, el component I reaccionarà amb un element donador d'electrons donant lloc al component II. Per acabar, el component II serà reduït fins al seu estat basal i reaccionarà amb el peròxid d'hidrogen (en excés) per donar lloc al component III. De tots aquests productes és el Component I qui oxida el SCN-.

#### Centre actiu
Al centre catalític hi ha una histidina proximal que té una funció molt important com regulador de les propietats redox del ferro del grup hemo. A més, el residu d'histidina es troba unit a una asparagina a través d'un enllaç d'hidrogen, fet important a causa que l'asparagina també contribueix a l'estabilitat de la forma fèrrica (Fe3+) de l'enzim. El funcionament d'aquest sistema es basa en el fet que la histidina actúa:
- Com acceptor d'un protó del H₂O₂ per tal que es doni la formació del Component I
- Com donador d'un protó en el trencament de l'enllaç oxigen-oxigen per l'alliberació d'aigua
L'anàlisi del centre catalític s'ha fet a partir d'estudis de les estructures cristal·logràfiques de l'enzim LPO i d'altres hemoperoxidases. S'ha pogut observar que existeix una conservació estructural, amb algunes diferències que afecten els substrats que uneixen, al llarg de totes les peroxidases del grup hemo.

#### Inhibició de la Lactoperoxidasa
La LPO pot ser inhibida de moltes maneres diferents que es solen classificar en tres categories:
1. Inhibició a causa d'interacció amb molècules o proteïnes que produeixen una acció antagonista, o per condicions ambientals que alteren el seu plegament i estructura, com el pH i la temperatura. Per exemple, l'exposició a temperatures d'entre 73oC – 83oC durant un període determinat provoca tant la desnaturalització com la inactivació de la proteïna.
2. El segon motiu és per interferència d'alguna de les reaccions de catàlisi, com és el cas de la catalasa que consumeix el H₂O₂ aturant la formació del Component I essencial per poder seguir amb les reaccions de propagació.
3. La tercera i última categoria inclou substàncies que es formen durant les reaccions que duu a terme la LPO o proteïnes que intervenen en les reaccions de catàlisi. Això passa, per exemple, amb l'enzim NADH-OSCN oxidoreductasa que redueix OSCN- a SNC-.[14]

## Funció biològica del sistema lactoperoxidasa

### Activitat biocida

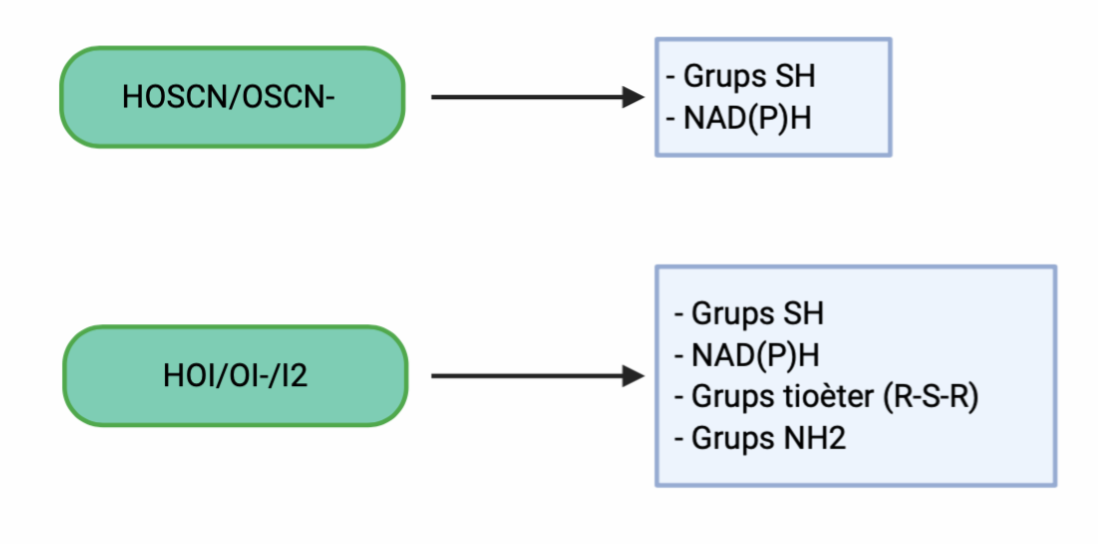
Grups químics que poden oxidar l'àcid hipotiocianòs i els tiocianats.

La lactoperoxidasa té un paper molt important en la resposta immunitària innata, ja que és capaç de matar o inhibir els microorganismes patògens que poden entrar en el nostre sistema via oral o per les mucoses. Com s'ha vist, la LPO genera dos productes principalment OSCN- i HOSCN, que es troben en equilibri en funció del pH del medi. L'àcid hipotiocianòs té la capacitat de penetrar fàcilment a través de les membranes cel·lulars dels microorganismes i oxidar grups sulfhidrils (-SH) intracel·lulars. Es pensa que és precisament aquesta oxidació dels grups sulfhidrils d'enzims i d'altres proteïnes dels bacteris el que desencadena l'activitat antimicrobiana. Els principals grups sulfhidrils susceptibles de ser oxidats seran els de proteïnes localitzades a la paret cel·lular externa i els de proteïnes del citoplasma. Amb l'oxidació dels grups -SH es formen ponts disulfur, provocant la pèrduda de la capacitat de la membrana plasmàtica de transportar glucosa, ions potassi, aminoàcids i pèptids. En conclusió s'inhibeix del creixement.

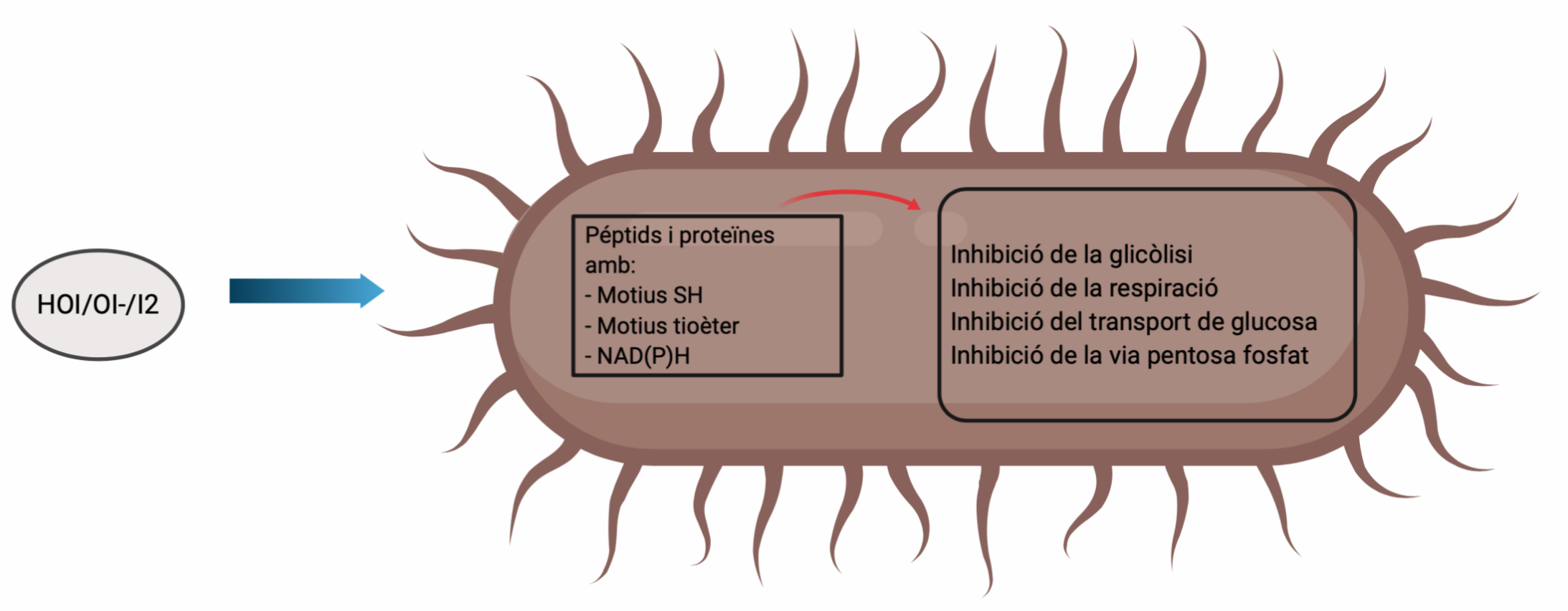
Efectes bactericides dels tiocianats

La sensibilitat al OSCN- de les proteïnes variarà en funció de la quantitat de grups -SH lliures que en tinguin. L'oxidació d'aquests grups donarà lloc a proteïnes no funcionals a causa de l'absència dels grups -SH lliures necessaris per a dur a terme la seva funció. Depenent de quines i quantes proteïnes queden afectades la funció biològica dels bacteris es veurà més o menys perjudicada. Aquest efecte inhibitori és reversible si aquest ió és eliminat del medi, i a més, hi ha grans quantitats de agents reductors com el NAD(P)H; s'ha observat microorganismes amb capacitat de protegir-se del efecte bactericida del hipotiocianat com Streptococcus sanguinis.

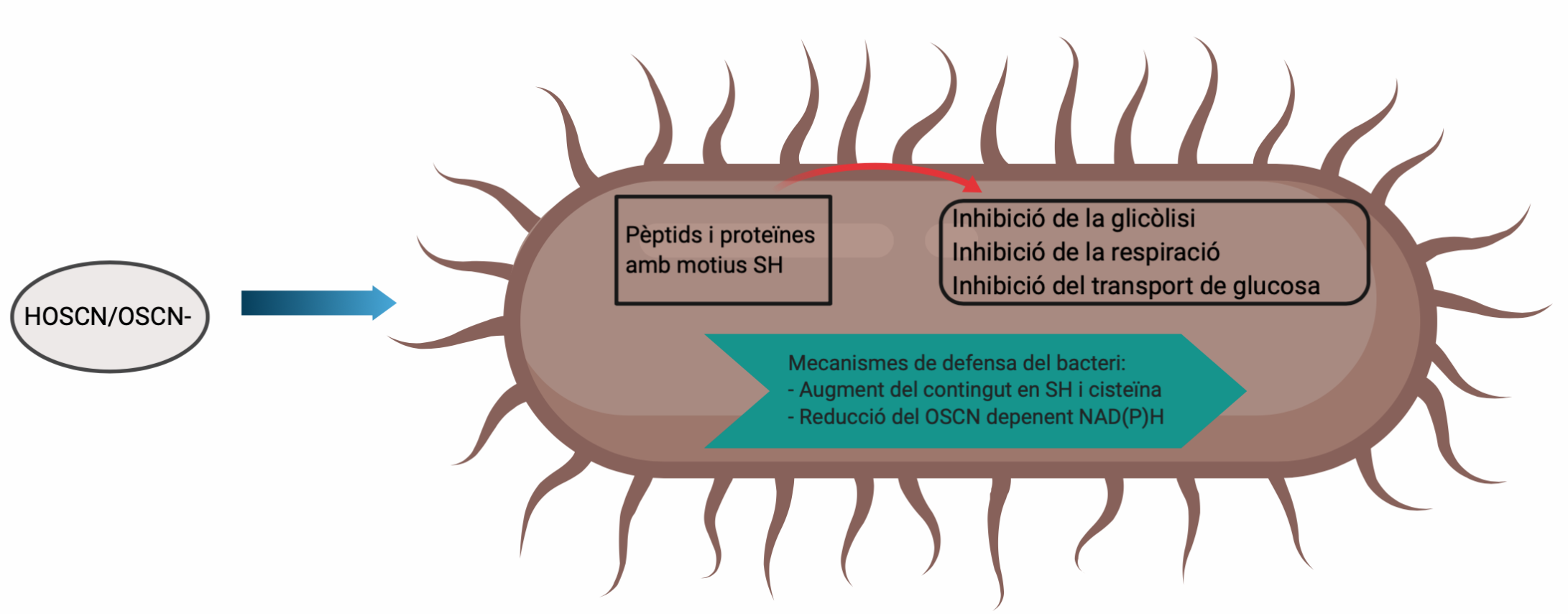
Efectes bactericides del hipotiocianat i mecanismes d'evasió per part del bacteri.

Segons la bibliografia, la LPO té majoritàriament un efecte bactericida sobre els bacteris gramnegatius, mentre que sobre els grampositius sol predominar l'efecte bacteriostàtic. La principal causa d'aquesta desigualtat es basa en les diferències fisiològiques de l'envolta cel·lular dels dos tipus de bacteris. Els bacteris grampositius tenen una sensibilitat inferior als efectes antimicrobians d'OSCN- a causa de l'oxidació predominant de proteïnes de la paret cel·lular dels bacteris. En conseqüència, una menor quantitat de HOSCN penetrarà cap a dins el citoplasma, no originant danys tant greus com per provocar la mort dels bacteris però sí per evitar el seu creixement i multiplicació. En el cas dels bacteris gramnegatius, els porus de la membrana externa permetran el pas d'OSCN- que penetrarà cap a l'espai periplasmàtic juntament amb HOSCN, travessaran la membrana interna i arribaran al citoplasma. Així doncs, en aquest cas l'efecte bactericida és prou rellevant perquè hi ha un abast més llarg de proteïnes que poden restar danyades.
Això porta, per exemple, a la inhibició de la gliceraldehid 3-fosfat-deshidrogenasa bacteriana alterant les reaccions redox del cicle dels àcids tricarboxílics, afectant la viabilitat d'aquests patògens a través de la inhibició del seu creixement, la producció d'àcid làctic, etc. Paral·lelament el OSCN-  pot oxidar tant el NADH com el NADPH desequilibrant els sistemes de transport d'energia i aminoàcids o l'activitat de diferents enzims.
Resum de les conseqüències que té l'acció de la LPO a la cèl·lula bacteriana (quan oxida grups sulfhidrils):
- Inhibició de la glicòlisi
- Inhibició de la respiració
- Inhibició del transport de glucosa

Tot i que la LPO oxida amb major quantitat als tiocianats, en la saliva també trobem concentracions baixes de iodurs. IO-, I₂- són productes de la oxidació d'I- amb una capitat d'actuació molt més ampla respecte el OSCN-. Aquests ions oxiden grups tioèters, tiols i NAD(P)H; i no sols inhibeixen el creixement bacterià, també son bactericides i fungicides.

### Inhibició de la producció d'àcids orgànics
S'ha demostrat que en presencia de LPO la quantitat de àcids produïts per la placa dental es menor. A més es va observar que la concentració d'àcids orgànics es inversament proporcional a la concentració d'hipotiocianat. Això es deu al fet que la LPO es capaç d'inhibir els enzims implicats en la glucòlisis, via metabòlica on es produeixen àcids. Aquest fet es important en la caries ja que els àcids orgànics producte dels microorganismes bucals provoquen la desmineralització dels dents afavorint l'aparició de la malaltia.
La presència d'àcids orgànics provoca que el pH bucal baixi (pH<6) i predominen les formes no-dissociades del cicle d'halogenació com HOSCN. Donant lloc a una acció bactericida mes forta, ja que les formes no dissociades que tenen major facilitat en penetrar les membranes cèl·lulars.

### Efecte en la placa dental
En la saliva trobem un gran nombre de factors protectors com immunoglobulines (IgA), mucines i enzims, entre ells la lactoperoxidasa. Tots aquests tenen un paper mol important en la protecció contra microorganismes patògens com Streptococcus sobrinus i S. mutans. La principal funció de la lactoperoxidasa salival és protegir les proteïnes salivars en front de la seva degradació per part dels bacteris, a més d'inhibir el creixement dels bacteris (inhibeix el metabolisme de la glucosa).
La càries és una afecciómolt comú en nens i adolescents, causada principalment pel Streptococcus mutants. En pacients amb càries s'ha observat que els nivells de LPO són més alts, demostrant que l'enzim juntament amb altres components com la histidina-5 i la IgA estan involucrats en la prevenció de la adhesió del microorganismes cariogenics. En el cas de formació de biofilms amb moltes espècies, no s'observa una reducció en quant a la magnitud del biofilm, però si en la viabilitat microbiana. Com que la LPO no es capaç d'inhibir les gluocosiltransferases, que estan involucrades en la síntesis de glucans (matriu del biofilm).

### Defensa contra l'estrès oxidatiu
En la boca es necessària la defensa contra les espècies reactives del oxigen com el peròxid d'hidrogen, ja que aquestes no sols estan sintetitzades pels bacteris presents, sinó que també son produïdes per les glàndules salivals. La principal responsable d'eliminar aquest intermediaris tòxics de la reducció del oxigen, és la lactoperoxidasa salival (SPO) que transforma el H₂O₂ en hipotiocianat, dioxigen i aigua. A més el OSCN- aturarà la producció de peròxid d'hidrogen per part del bacteri.

## Aplicacions industrials
La lactoperoxidasa provinent de la llet de vaca, té aplicacions tant en el camp alimentari, cosmètic com en la industria mèdica a causa de la seva similitud amb el mateix enzim de l'espècie humana. Quant a la similitud entre la LPO humana i bovina a nivell transcripcional, en canvi, és a dir pel que fa a mRNA, s'ha observat una similitud del 83%. En contrast, es va observar que la longitud entre les dues proteïnes diferia, tot i que la llargària del mRNA era la mateixa. Aquestes diferències  són degudes a les modificacions post-traduccionals, que no son iguals entre les dues espècies. Tot i això, les diferències estructurals i funcionals son mínimes, i es per això que la LPO bovina és un dels principals enzims utilitzats en aplicacions industrials.
La principal font de lactoperoxidasa utilitzada per a la seva obtenció és la llet de vaca, a causa de la seva alta concentració ~30 mg/l. Per tal d'obtenir la proteïna s'han desenvolupat diferents mètodes d'obtenció i purificació. El primer pas partint de la llet fresca, és la centrifugació aconseguint descartar els lípids. A continuació, s'obté el sèrum lacti per filtració al afegir quall a la crema de llet. Al sèrum s'afegeix sulfat d'amoni que provoca la precipitació de globulines que es descarten per centrifugació, aconseguint que les proteïnes es concentrin per doble precipitació amb sulfat d'amoni. Quant a la purificació del LPO, s'han utilitzat diferents tècniques de purificació a partir de la llet o el sèrum d'aquesta:
- Cromatografia per afinitat hidrofòbica en Phenyl SepharoseTM CL-4B[28]
- Cromatografia gel filtració utilitzant una columna Sephadex G-100[27]
- Cromatografia per bescanvi iónic amb CM-cel·lulosa[29]
- Cromatografia d'afinitat, utilitzant la sulfonamida (fort inhibidor i específic de LPO) com a lligand, i la L-tirosina com a braç espaiador[30]

### Aplicacions en medicina
Una de les aplicacions mèdiques és l'ús del sistema LPO en productes d'higiene oral. La lactoperoxidasa salival intervé en els mecanismes de defensa contra la caries, a més de prevenir el creixement de microorganismes patogènics que poden donar lloc a la periodontitis. Degut a aquesta propietat protectora, té un gran interès en la producció industrial de productes dentífrics.
S'han fet molts estudis in vitro per observar el efecte de la LPO sobre Streptococcus mutans juntament amb altres components com lactoferrina, lisozims, i immunoglobulines. Els efectes observats com la reducció de la viabilitat i adhesió del biofilm de la placa dental, també s'han vist reflectits in vivo. Per aquesta raó, en els productes d'higiene bucal s'afegeix juntament amb la LPO aquestes proteïnes actives que intensifiquen la seua acció biocida. Es mol important la formulació del producte, per a poder garantir el accés del sistema lactoperoxidasa als diferents substrats. A més el raspallat de dents afavoreix la eliminació parcial de la placa dental i ajuda en l'accés dels diferents components a zones mes profundes del biofilm. A conseqüència s'observa una reducció de la placa dental en les genives, que evita l'aparició de diferents malalties bucals.
El sistema LPO també és utilitzant en els cosmètics ajudant en la preservació d'aquests, a més de proporcionar activitat antimicrobiana quan s'afegeix en combinació amb altres components com glucosa, glucosa oxidasa, SCN- i I-. A més capaç de prevenir el creixement de fongs, virus i llevats en els cosmètics. Alguns dels productes que contenen LPO:
- Isun Blue Green Algae Mask
- Afrigology Body Lotion

També és usat junt amb la lactoferrina per al tractament de malalties respiratòries. S'ha observat que es eficient per inhibir el creixement de Acinetobacter baumanni, bacteri multi-resistent a antibiòtics, i que és responsable de malalties nosocomials entre elles la pneumònia.
Una altra aplicació que s'està estudiant es contra el bacteri Helicobacter pylori, que causa la gastritis i ulceres en el duodè, ja que es creu que la seua transmissió es per via oral.

### Aplicacions a la indústria alimentària
És conegut que la llet té propietats antibacterianes, en forma d'immunoglobulines, per exemple. Fins i tot se'n coneixen factors no específics com el lisozim, lactoferrina i la lactoperoxidasa. A la lactoperoxidasa per sí sola, no se li poden associar efectes antibacterians directament. És la combinació de la lactoperoxidasa amb tiocianat oxidat (SCN-) i amb peròxid d'hidrogen (H₂O₂) la que té propietats bactericides i bacteriostàtiques. La reacció d'aquestes tres substàncies també presents a la llet, saliva i suc gàstric és la que produeix compostos antibacterians que ens seran útils en la indústria alimentària. L'efecte antibacterià que tinguin aquests productes serà directament depenent de la quantitat de productes d'oxidació del tiocianat formats. El sistema lactoperoxidasa tiocianat, conegut també com a sistema LP, aporta propietats bacteriostàtiques a la llet quan és extreta i tenen una durada d'una o dues hores. També es pensa que la producció dels reactius segueix a l'estómac de mamífers per mantenir les reaccions d'aquest sistema actives un cop ingerida la llet. Des de la indústria alimentària s'ha volgut utilitzar aquest sistema de reaccions per tal de conservar els aliments durant més temps. Té el nom de sistema LP i hi ha algunes marques comercials dels reactius i la forma en ser utilitzats.

#### Característiques útils del sistema LP
Aquest sistema existent en mamífers pot ser utilitzat a la indústria alimentària i per això hem de tenir en compte que consta de tres components: l'enzim lactoperoxidasa, el tiocianat i el peròxid d'hidrogen. Ha estat estudiat i perfeccionat per a la seva aplicació en llet conservada a temperatura ambient amb assajos a països càlids com Kenya i Sri Lanka amb resultats positius.
Sobretot, el sistema LP ha estat més utilitzat en la seva aplicació sobre llet i conservació d'aquesta. S'intenta fer una renovació dels reactius implicats en el sistema, sobretot de tiocianat, que és la molècula més variable en concentració a la llet i que pot dependre fins i tot de l'alimentació de la vaca en el pinso. Els pinsos que continguin més sofre seran els que acabin proporcionant una llet més rica en tiocianat. Així, es podrà reactivar l'activitat antimicrobiana del sistema afegint més tioacianat i peròxid d'hidrogen, que són els components amb els que hauria d'entrar la lactoperoxidasa en la saliva i sucs gàstrics si es consumís directament. Sempre s'ha d'avaluar el contingut en tiocianat abans d'afegir la quantitat necessària.
Els estudis han demostrat que pràcticament els bacteris més preocupants a la indústria alimentaria son sensibles a l'activitat del sistema LP tot i que els Gram negatius seran més vulnerables que els Gram positius. Concretament Listeria monocytogenes, una de les de més interès a la industria alimentaria per ser Gram positiva psicòtrofa i patògena, i que afecta principalment a fruita i hortalissa és sensible al sistema LP tot i que no s'ha concretat si la seva acció és bactericida o bacteriostàtica.
Encara que l'aplicació a la industria alimentària més utilitzada és per a la conservació de la llet fresca al llarg del seu emmagatzematge i transport, s'estan considerant noves aplicacions del sistema LP. Aquestes consideracions fora de la indústria làctia, han d'aportar també la lactoperoxidasa com a component del sistema, que en el cas de la llet ja té.

#### Aplicació del sistema en conservació de la llet
La llet crua o acabada de munyir, pel seu alt contingut en lactosa, greixos insaturats, proteïnes i minerals, és susceptible de ser subjecte de contaminacions microbianes i la seva ràpida multiplicació. La contaminació microbiana faria el producte inconsumible. Els equipaments necessaris per mantenir la seguretat alimentària en el munyit i en el seu posterior emmagatzematge i transport poden ser inaccessibles en certes indústries ramaderes, per la qual cosa el sistema lactoperoxidasa pot constituir un mètode alternatiu a l'estabilitat de la llet en el seu emmagatzematge a temperatura ambient.
S'ha establert per la FAO, la Federació Internacional de Lleteria, la OMS i la Universitat Agrícola d'Upsala (Suècia) un programa i manual sobre l'ús de la lactoperoxidasa en la manipulació i conservació de la llet en el qual s'especifica el procediment en la utilització del sistema LP.
Els passos son per a l'aplicació a 50 litres de llet utilitzant els reactius preparats i envasats en monodosis. Hi ha dues dosis, anomenades Activador 1 i Activador 2. Els primers passos inclouen el buidatge del primer activador al complet sobre la llet, aquest és el tiocianat, seguit d'agitació a la lletera. Posteriorment es buida l'activador 2, que és el peròxid d'hidrogen, i que juntament amb agitació desencadenarà la reacció i que durarà 5 minuts a la llet i que és aturat per l'esgotament de peròxid d'hidrogen a la llet. A 30 °C i lluny del sol, l'efecte del sistema pot durar fins a 8 hores. Segons el manual, es recomana que no sigui el petit granger el que apliqui aquest sistema, sinó que sigui un dels primers punts de recollida, de manera que les variacions en la extracció de llet no afectin a l'aplicació del sistema i que no hi hagi errors en l'aplicació correcta. També es recomana que aquest punt de recollida sigui pròxim a les granges i, per tant, tenir major nombre de punts de recollida més repartits que un de més gran i allunyat.
El sistema LP en la llet té activitat antimicrobiana i la seva efectivitat dependrà de la temperatura a la que arribi a estar la llet, com menys temperatura a la que estigui exposada, millors resultats s'obtindran. A temperatures de fins a 35 °C, la llet pot ser emmagatzemada fins a 4 hores. A 20 °C, que seria la temperatura habitual nocturna de països calorosos, els efectes del sistema LP es perpetuen en 16-17 hores. A més, en refrigeració a 4 °C, la llet pot ser emmagatzemada fins a 6 dies.

#### El sistema LP en conservació de fruites i hortalisses
Si s'intenta imitar les reaccions que es produeixen a la llet pel sistema LP, podrem aplicar un mètode antibacterià segur i efectiu en altres aliments, com seria el cas de verdures i hortalisses de la gamma IV ja que són especialment vulnerables a Listeria monocytogenes i que per tant, al demostrar-se aquest sistema efectiu contra la bacteria, resulta d'interès. Hi ha una alternativa comercial que intenta imitar les reaccions a la llet, s'anomena CATALLIX ® i consisteix d'un reactor amb la lactoperoxidasa immobilitzada i dues entrades de dipòsits separats amb peròxid d'hidrogen i tiocianat. L'ús és interessant per aplicar sobre en hortalisses tallades i les proves s'han fet sobre enciam de la varietat iceberg inoculat amb diferents tipus de bacteris, conduït per la Campden and Chorleywood Research Association. Fins a l'actualitat el tractament amb clor és el més estès per aquest tipus de conservació, però el sistema LP pot representar una alternativa a aquest, demostrant que pot ser efectiu al mateix nivell.

#### El sistema LP en la indústria càrnia i pesquera
Factors com la temperatura, l'oxigen atmosfèric, enzims propis, llum i microorganismes que es puguin trobar a l'ambient seran els que determinaran la qualitat i la conservació de la carn i el peix. A la indústria alimentària ja s'utilitzen sistemes per tal de minimitzar el risc d'afectació per patogen al consumidor i que tenen l'objectiu de limitar, aturar, rebaixar o prevenir la càrrega microbiana. El sistema LPS pot ser de gran utilitat en aquest cas, però que aquest només podrà mantenir la superfície de les peces i, per tant, no serà l'únic mecanisme utilitzat. En ésser un altre producte no làctic, l'aportació de la lactoperoxidasa al sistema LP ha de ser extern junt amb el tiocianat i peròxid d'hidrogen.
S'ha vist que la combinació del sistema LP amb nisina pot ser una bona opció per a la biopreservació de peix i productes pesquers. La nisina elimina només bacteris grampositius mentre que LPS té efectes variables sobre tot tipus de soques bacterianes excepte algunes on la nisina sí que és efectiva, com Aeromonas salmonicida i Vibrio alginolyticus.